# Det Bosporanske Rige
Det Bosporanske Rige, også kaldet Kongeriget ved det kimmeriske Bosporos (græsk: Βασίλειον τοῦ Κιμμερικοῦ Βοσπόρου, Basileion tou Kimmerikou Bosporou), var en tidligere græsk-skytisk stat beliggende på begge sider af Kertjstrædet (også kaldet Det kimmeriske Bosporos) ved det østlige Krim og Tamanhalvøen. Det var den første gennemførte hellenistiske stat i den forstand, at den blandede befolkning antog græsk sprog og kultur under aristokratisk ledelse. Under de spartocide monarker antog rigets aristokrati en dobbelt karakter, idet de fik funktion som archonter for græske undersåtter og konger for barbarerne (dvs. ikke-grækerne), hvilket nogle historikere anser for unikt i oldtidens historie..Det Bosporanske Rige blev den længstvarende romerske vasalstat. Det Bosporanske Rige opnåede sin storhedstid i det 1. og 2. århundrede e.v.t. Det blev kortvarigt lagt ind under den romerske provins Moesia Inferior fra 63 til 68 e.v.t. under kejser Nero, førend det igen blev en selvstændig vasalstat. Ved slutningen af det 2. århundrede vandt kong Sauromates 2. en afgørende sejr over skyterne og erobrede de skytiske territorier på Krim, som herefter blev indlemmet i Det Bosporanske Rige.
Det Bosporanske Riges rigdom var baseret på eksport af hvede, fisk og slaver. Riget blev Sortehavets økonomiske centrum og er kaldt Sortehavets juvel. Indtægterne fra handlen skabte en betydelig rigdom i samfundets øvre lag, der har sat sine spor i de arkæologiske fund, der er gjort i området. Der er gjort mange gravfund (mange illegale) af guld, keramik, tekstilrester og brugskunst i området.
Riget opløstes i det 4. århundrede, hvor det blev invaderet af hunnere.

## Tidlige græske kolonier og etablering af den bosporanske stat
Grækerne anlagde adskillige kolonier langs Sortehavet kyst. De væsentligste var Pantikapaion (Kertj) og Phanagoria. Andre vigtige kolonier var Nymphaeum, Kepoi, Hermonassa, Portus Sindicus Gorgippia. Der var mellem grækerne og de lokale befolkninger kulturel ig økonomisk samhandel, men også i perioder fjendtligheder. De græske kolonier var oprindeligt beboet af milettere i det 7. og 6. århundrede f.v.t. Phanagoria (ca. 540 f.v.t.) var en koloni til Teos og grundlæggelsen af Nymphaeum har muligvis haft forbindelse til Athen; kolonien synes at have været en del af Det Deliske Søforbund i det 5. århundrede f.v.t.
Skytisk ekspansion og samling i 5. århundrede f.v.t. førte til, at mange af de græske kolonier blev udslettet eller forvandlet til skytiske protektorater, som eksempelvis byen Olbia. Det antages, at presset på de græske kolonier gjorde det muligt for Archeanactid-dynastiet at skabe den første bosporanske stat, der varede fra 480-438 fvt., hvorefter Spartacid-dynastiet overtog magten i staten. Med Spartaciderne påbegyndtes en periode med økonomisk ekspansion. Sortehavsgrækerne havde før denne periode i vid udstrækning handlet med dyr, slaver, skind og fisk, hvor korn spillede en mindre rolle. Athen fik imidlertid grundet den peloponnesiske krig stor efterspørgsel efter korn, hvorfor spartociderne også eksporterede korn til Athen og til andre græske områder. Athens fokus på den peloponnesiske krig indebar, at de havde vanskeligt ved at forsvare deres interesser i kolonien i Nymphaeum, der blev overtaget af spartociderne.
Det Bosporanske Rige under spartociderne blandede grækere og skytere på alle niveauer i samfundet, særlig i adelen.

## Konger i Det Bosporanske Rige

### Archaeanactidae-dynastiet
Ifølge den græske historiker Diodorus Siculus (xii. 31) blev området mellem 480 og 438 f.v.t. regeret af en række konger kaldet Archaeanactidaerne, formentlig en herskende familie, indtil en tyran ved navn Spartocus (438–431 f.v.t.) overtog magten. Han er traditionelt blevet anset som thrakier grundet navnet, men nyere historikere antager det mere sandsynligt, at han var af græsk-skytisk afstamning, som var typisk for regionen.

### Spartocid-dynastiet
Spartocus grundlagde et dynasti, der formentlig bestod indtil ca. 110 f.Kr., kendt som Spartociderne. Spartociderne efterlod mange inskriptioner, hvilket indikerer, at de tidligste medlemmer af huset regerede under titlerne Archon af de græske byer og konger af forskellige mindre indfødte stammer, især Sindi (fra det centrale Krim). Arkæologiske fund (tekster, inskriptioner og mønter) giver ikke tilstrækkelig information til at rekonstruere en komplet kronologi over regionens regenter.
Spartocus' efterfølger, Satyrus (431-387 f.v.t.), overtog herredømmet over hele regionen indtog Nymphaeum på Krim og belejrede den velhavende by Theodosia, der i modsætning til andre byer i regionen havde en havn, der var isfri hele året, hvilket gav gode muligheder for at handle med korn med resten af den græske verden, også om vinteren. Satyrus' søn Leucon (387–347 f.v.t.) indtog til sidst byen. Da han døde overtog hans to sønner, Spartocus 2. og Paerisades, riget.
Spartocus 2. døde i 342 f.Kr., hvorefter Paerisades regerede alene indtil 310 f.Kr. Efter Paerisades' død udkæmpede hans sønner Satyrus og Eumelus en arvekrig. Satyrus besejrede sin yngre bror Eumelus i slaget ved floden Thatis i 310 f.v.t., men blev derefter dræbt i kamp, hvilket gav Eumelus tronen.
Eumelus' efterfølger var Spartocus 3. (303–283 f.v.t.) og efter ham Paerisades 2. Efterfølgende fyrster benyttede de same familienavne, hvilket gør det umuligt at tildele dem en bestemt rækkefølge. Den sidste af dem, Paerisades 5. var ude af stand til at forsvare sig mod stadig mere voldelige angreb fra nomadiske stammer i området, og han tilkaldte hjælp fra Diophantus, general for kong Mithridates 6. af Pontos, som han overlod sit rige. Paerisades 6. blev dræbt af en skyter ved navn Saumacus, der ledte et oprør mod ham.
Huset Spartocus fik ry som værende et dynasti af oplyste og vise fyrster. På trods den græske opfattelse af dynastier som bestående af tyraner, blev huset i Grækenland beskrevet som dynastier. Huset Spartocus opretholdt tætte forbindelser med Athen, der var den bedste kunde til det Bosporanske Riges korneksport. Leucon 1 af Bosporus gav privilegier til de athenske skibe i rigets havne. Til gengæld gav athenerne Leucon athensk statsborgerskab og udstedte dekreter til ære for ham og hans sønner.

### Mithridates 6.
Da Mithridates 6. blev besejret af den romerske general Pompejus i 66 f.v.t, flygtede han med en lille hær fra Kolchis (det nuværende vestlige Georgien) over Kaukasusbjergene til Krim og lagde planer om at rejse endnu en hær til kamp mod romerne. Hans ældste nulevende søn, Machares, der regerede området omkring Kertjstrædet, ønskede ikke at hjælpe sin far, så Mithridates fik Machares dræbt og overtog selvtronen. Mithridates beordrede derefter soldater indskrevet forberedte sig til krig. I 63 f.v.t. stod Mithridates yngste søn, Pharnaces, sammen med romerske lejesoldater i Mithridates' pontiske hær i spidsen for et oprør mod sin far. Mithridates 6. trak sig tilbage til citadellet i Panticapaeum, hvor han begik selvmord. Pompejus begravede Mithridates 6. i en klippegrav i enten Sinope eller Amasya, hovedstaden i Kongeriget Pontus.

## Romersk vasalstat
Efter Mithridates 6.'s død i 63 f.v.t. bad Pharnaces 2. (63–47 f.v.t.) om beskyttelse fra Pompejus, hvorefter han under Cæsars borgerkrig (49-43 f.v.t.) forsøgte at genvinde kontrollen med sit rige. Han blev dog besejret af Cæsar ved Zela og blev senere dræbt af sin tidligere guvernør og svigersøn Asander.
Inden Pharnaces 2.'s død havde Asander giftet sig med Pharnaces 2.'s datter Dynamis. Asander og Dynamis var de regerende monarker, indtil Cæsar beordrede en af Dynamis' onkler, Mithridates til at erklære krig mod det bosporanske kongerige og kræve kongedømmet underlagt sig. Asander og Dynamis blev besejret af Cæsars allierede og gik i politisk eksil. Efter Cæsars død i 44 f.v.t. blev det bosporanske rige imidlertid genoprettet til Asander og Dynamis af Cæsars nevø og arving Augustus. Asander regerede som archon og senere som konge indtil sin død i 17 f.v.t. Efter Asanders død blev Dynamis tvunget til at gifte sig med en romersk usurpator ved navn Scribonius, men romerne under Agrippa greb ind og indsatte Polemon 1 af Pontus (16-8 f.v.t.) i hans sted. Polemon giftede sig med Dynamis i 16 f.v.t. og hun døde i 14 f.v.t. Polemon regerede som konge, indtil sin død i 8 f.v.t. og blev efterfulgt af Aspurgus, søn af Dynamis og Asander.
Det Bosporanske Kongerige under Aspurgus var en vasalstat i Romerriget, beskyttet af romerske garnisoner. Aspurgus (8 f.v.t – 38 e.v.t.) grundlagde et dynasti af konger, som bestod med et par afbrydelser indtil 341 e.v.t. Aspurgus tog det romerske navn "Tiberius Julius", da han modtog romersk statsborgerskab og nød beskyttelse fra de første to romerske kejsere, Augustus og Tiberius. Alle de følgende konger adopterede disse to romerske navne efterfulgt af et tredje thrakisk navn (Kotys, Rhescuporis eller Rhoemetalces) eller et navn af lokal oprindelse (såsom Sauromates, Eupator, Ininthimeus, Pharsanzes, Synges, Terianes, Theothorses eller Rhadamsades).
Dynastiets romerske klientkonger var gennem Aspurgus efterkommere af kong Mithridates 6. af Pontos og hans første hustru, søsteren Laodike. Kongerne benyttede en ny kalender ("Pontic-æraen"), som Mithridates 6. havde indført. Kalenderen begyndte i år 297 f.v.t. Bosporanske konger slog mønter i hele sin periode som klientstat. På mønterne var portrætter af både den romerske kejser og den bosporanske konge. Ligesom de romerske mønter blev de bosporanske mønter i stigende grad forringet i løbet af det 3. århundrede. Mønterne er en vigtig kilde til kongernes afstamning, da der kun er registreret få begivenheder fra deres regeringstid.
Det Bosporanske kongerige dækkede den østlige halvdel af Krim og Tamanhalvøen, og strakte sig langs østkysten af det maeotiske marskland Maeotian sumpen ved Tanais ved Don-mundingen i nordøst, der var handelscentrum. I hele perioden var riget konstant i krig med de indfødte stammer af skytere og sarmatere. Riget modtog støtte fra romerne, økonomisk og militært.
Af ukendte årsager afsatte den romerske kejser Nero i 62 f.v.t. den bosporanske konge Cotys 1. Det er muligt, at Nero ønskede at begrænse magten hos de lokale vasalherskere og ønskede bosporanerne indordnet i Romerriget. Det bosporanske kongerige blev indlemmet som en del af den romerske provins Moesia Inferior fra 63 til 68. I 68 genoprettede den nye romerske kejser Galba det bosporanske kongerige til Rhescuporis 1., søn af Cotys I.
Efter den første jødisk-romerske krig og de senere jødiske opstande og krige i Iudaea migrerede store dele af den jødiske befolkning, og adskillige af den jødiske diaspora bosatte sig i Det Bosporanske kongedømme, og der opstod jødedom i regionen, og jødiske samfund udviklede sig i nogle af byerne i regionen (især Tanais). Den jødiske eller thrakiske indflydelse på regionen kan have inspireret grundlaget for en kult til "Den Højeste Gud", en regional kult, som opstod i det 1. århundrede e.v.t., som bekendte sig til monoteisme uden at være udpræget jødisk eller kristen.
Magtbalancen blandt lokale stammer blev alvorligt forstyrret af vestgående migration i det 3.-4. århundrede. I 250'erne e.v.t. var goterne og boranierne i stand til at overtage bosporansk skibsfart og endda angribe Anatoliens kyster.

## Kongerigets opløsning
Der er ingen kendte mønter fra Det bosporanske kongerige efter mønter slået af Rhescuporis 6. i 341. Det antages, at kongeriget gik under efter Rhescuporis 6. som følge af invasioner af gotere og hunnere, men der er ikke konkret dokumentation for denne antagelse. Der er fundet en inskription af en bosporansk regent ved navn Douptounos fra omkring 483, der tyder på, at kongeriget fortsat bestod på dette tidspunkt. Arkæologiske fund fra denne periode tyder på, at økonomien voksede i området i modsætning til, at samfundet skulle være kollapset.
Som følge af fund, der viser en opblomstring på Krim, er det muligt, at Rhescuporis styrtet af sarmatiskeeller alanske stammeledere, der etablerede et nyt dynasti på den bosporanske trone. Det vides, at goterne senere havde magten på Krim, fra ca. 380 og fremefter, idet et brev fra 404 til ærkebiskoppen i Konstantinopel, Johannes Chrysostomos, omtaler den lokale hersker som en "rex Gothiorum" ("goternes konge"). Det gotiske bosporanske rige var sandsynligvis en vasal til Hunnernes Rige i nogen tid, men blev uafhængigt igen efter hunnerrigets sammenbrud i 450'erne og 460'erne. Den byzantinske historiker Procopius' skrifter indikerer, at goterne beholdt magten i nogen tid efter Hunnerrigets sammenbrud, da han beskriver goterne på Krim, der kæmpede mod og derefter allierede sig med utigurerne. På trods af invasionsbølger fra barbarere forblev det sene Bosporus en hellenistisk stat i sprog, kultur og traditioner; den lokale kultur fra det 3. til det 6. århundrede er kendetegnet ved både sin store kompleksitet og ved synkretisme, der sammenfletter både klassiske hellenistiske og nye barbariske (ikke-hellenistiske) elementer.
På nogle måder ser goterne ud til at have forladt området eller blevet fordrevet derfra, hvilket førte til et fornyet lokalt selvstyre i slutningen af det 5. århundrede under herskere som Douptounos, der atter orienterede kongeriget mod det byzantinske imperium som en vasalstat. En sådan genoptagelse af relationerne til Konstantinopel dokumenteres ved tilstedeværelsen af byzantinske mønter på Krim, herunder mønter af kejsere Justinus 1. (regerede 518-527) og Justinian 1. (regerede 527-565). På Justinians tid var Bosporus endnu en gang under en barbarisk hersker: den hunniske hersker Gordas. Selvom Gordas opretholdt gode forbindelser med Justinian 1., blev han dræbt i et oprør i 527, hvilket førte til, at kejseren sendte hære til det Krimerske Bosporus, erobrede rigets og etablerede byzantinsk kontrol over området.
De bosporanske byer oplevede en genopblomstring under beskyttelse fra det Byzantinske imperium og Bulgarien. Den gamle græske by Phanagoria blev hovedstad i Det Storbulgarske Rige fra 632 til 665. Fra tid til anden byggede byzantinske græske officerer fæstninger i området, som de kontrollerede, og udnævnte ærkebispesæder. Byzantinsk brug af "bosporansk" findes i et fundet segl tilhørende en general i det tidlige 11. århundrede, med indskriften "Ποφορ(ου)", dvs. det krimeriske bosporus.
Byzantinerne kontrollerede også Tmutarakan på den østlige side af Kertjstrædet, en by, der i det 10. og 11. århundrede blev hovedstaden i fyrstendømmet Tmutarakan, der var under Kijevriget, indtil Rus' overlod fyrstendømmet til tatarerne.